# Cornutiplusia flexuosa
Cornutiplusia flexuosa är en fjärilsart som beskrevs av Donovan 1807. Cornutiplusia flexuosa ingår i släktet Cornutiplusia och familjen nattflyn. Inga underarter finns listade i Catalogue of Life.